# Station Aldrington
Aldrington is een station van National Rail in Brighton and Hove in Engeland. Het station is eigendom van Network Rail en wordt beheerd door Southern. Het station is geopend in 1905. 